# 1672 az irodalomban
Az 1672. év az irodalomban.

## Új művek
- Christian Weise német író Die drey ärgsten Ertz-Narren in der gantzen Welt (A világ három legszörnyűségesebb főbolondja) című regénye.[1]
- Haller János fordítása: Pays, a békeséges türésnek Payssa.

### Drámák
- Jean Racine tragédiája: Bajazid (Bajazet), bemutató.
- Molière vígjátéka: Tudós nők (Les femmes savantes), bemutató.
- John Dryden komédiája, a Divatos házasság (Marriage à la Mode, 1673-ban jelent meg).

## Születések
- március 12. – Richard Steele ír származású angol író, lapszerkesztő († 1729)
- május 1. – Joseph Addison brit költő, esszéista, drámaíró, újságíró († 1719)

## Halálozások
- április 22. – Georg Stiernhielm svéd költő, író, jogász, nyelvész, matematikus; a „svéd költészet atyjá”-nak nevezik (* 1598)
- szeptember 16. – Anne Bradstreet amerikai írónő, az első jelentős írónő, akinek írásait a gyarmati Amerikában publikálták (* 1612)